# Dique da Vila Gilda

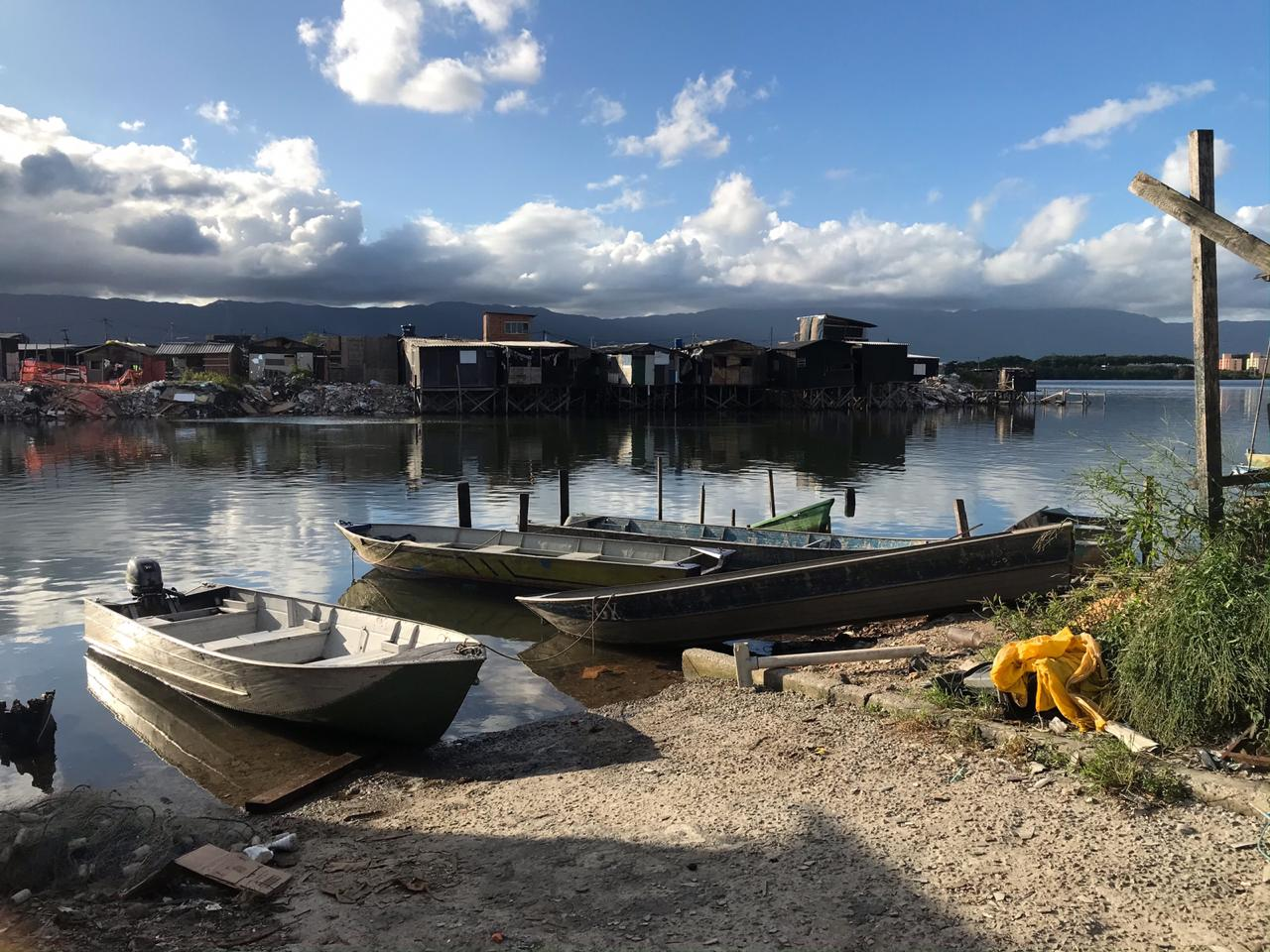
Estadia dos barcos usados pelos moradores da periferia do Dique da Vila Gilda

Dique da Vila Gilda é a maior favela sobre palafitas do Brasil, situa-se no Município de Santos, na região Noroeste de sua porção insular, sobre uma Área de Preservação Permanente. A área do Dique situa-se numa área de manguezal, pertencente à União, cedida sob regime de aforamento, em 1954, a um único donatário, o Senhor José Alberto de Luca, conforme Transcrição n.º 2.271/53. regime de aforamento é quando o morador do imóvel passa a ter um domínio útil sobre o terreno de marinha, ou seja, a área fica “repartida” entre a União e o morador. A favela do Dique Vila Gilda abriga cerca de 26 mil pessoas.

## Localização
O Dique é um assentamento que se estende ao longo da margem do Rio dos Bugres, formando uma fronteira com o município de São Vicente, em um trecho de cerca de quatro quilômetros, a área possui solo altamente compressível e resistência baixa.
Localizado às margens do rio dos Bugres, o Dique Vila Gilda possui um total de 3.490 residências, o que o torna a segunda maior comunidade da região, perdendo apenas para a Vila Esperança em Cubatão

## História
Na década de 1950, a construção de um Dique e canais de drenagem pelo antigo Departamento Nacional de Obras de Saneamento (DNOS) causou o primeiro impacto ambiental na Vila Gilda. O resultado foi um grande aterro hidráulico ao longo de toda a extensão das margens do rio dos Bugres, com cerca de 3 metros de altura. Esse processo destruiu grande parte da vegetação às margens do rio e transformou toda a região do antigo manguezal, que cobria praticamente toda a Zona Noroeste de Santos, em áreas públicas disponíveis para a ocupação por moradias, conforme relatado pela Companhia de Habitação da Baixada Santista (COHAB/ST) em 2007.
A crista do Dique, que fica na parte alta, foi aplainada para permitir a entrada das máquinas durante a construção do Dique e do canal interno de drenagem. Essa área seca e plana do Dique foi o local das primeiras invasões, que começaram por volta de 1960, se espalhando inicialmente por toda a crista e depois em direção ao meio do rio, com casas construídas sobre palafitas, representando o segundo impacto ambiental na região. Essas moradias clandestinas contribuíram para a destruição do que restou de vegetação nativa e, como não havia uma rede de coleta de esgoto, os efluentes domésticos eram despejados diretamente nas águas do rio.
O terceiro fator que impactou o meio ambiente foi a instalação do Lixão Municipal do Sambaiatuba em 1965, ocupando uma grande parte da margem do rio no lado de São Vicente, por mais de 30 anos, o lixão foi o único local de despejo de resíduos do município de São Vicente, com cerca de quatro mil toneladas diárias; essa montanha de lixo não possuía nenhum sistema de tratamento de chorume, cobertura ou barreira para impedir que as águas das marés levassem parte do lixo para dentro do rio, como apontado pela Companhia de Habitação da Baixada Santista (COHAB/ST) em 2007.

## Urbanização e projetos
No início da década de 1990, as primeiras tentativas de urbanização do Dique da Vila Gilda e a melhoria das condições de vida das famílias que habitavam a área foram iniciadas pelas administrações progressistas que governaram a cidade até 1996. Com o apoio do Governo Federal, foi implementado um projeto inovador de urbanização, utilizando recursos do Banco Interamericano de Desenvolvimento (BID). O projeto incluía a construção de um complexo sistema de aterros e drenagem, permitindo a produção de habitações construídas com um sistema modular, sob responsabilidade da Companhia Habitacional da Baixada Santista (Cohab-St).
O programa "Vida Nova no Dique", financiado pelo Banco Interamericano de Desenvolvimento (BID) e executado pela Companhia Habitacional da Baixada Santista (Cohab-St), teve início na década de 1990 e contemplou inicialmente 580 famílias, de um total previsto de quase 3 mil. O objetivo era integrar diversas políticas públicas no território, capacitando os moradores para trabalharem na construção civil na fábrica de artefatos de argamassa armada da Cohab-St e no canteiro de obras onde as moradias foram montadas. Isso visava garantir a possibilidade de inserção no mercado de trabalho após a conclusão das obras. Além disso, o projeto previa a integração com políticas de saúde, educação e assistência social do município. Por exemplo, todas as famílias atendidas se comprometeram a manter seus filhos na escola. Em 1997, uma coalizão de partidos conservadores assume o poder municipal e interrompe o andamento do projeto. O prefeito na época, o ex-deputado Beto Mansur (PP), manifestou preocupação com supostas irregularidades na gestão financeira do programa. Uma ação judicial foi movida contra o então prefeito David Capistrano Filho (PT) com base nesses argumentos, mas posteriormente foi julgada improcedente pelo Tribunal de Justiça de São Paulo.
A paralisação do projeto teve graves consequências, uma vez que a área desocupada para remoção das famílias e construção das novas moradias foi reocupada e a comunidade desmobilizada, o que prejudicou a integração das políticas públicas no território. O projeto só foi retomado às vésperas das eleições municipais de 2000, quando o prefeito estava buscando sua reeleição. No entanto, a nova concepção do projeto foi bem diferente, adotando-se o sistema convencional de contratação de empreiteiras para a construção de todas as etapas da obra. Essa mudança resultou na ruptura dos vínculos entre o projeto e a comunidade, que antes participava das decisões mais importantes, perdendo assim seu caráter inovador. Nos anos seguintes, foram desenvolvidos outros projetos na Zona Noroeste para atender famílias do Dique, esgotando as áreas passíveis de construção de novas unidades e sem que a prefeitura conseguisse deter o processo de reocupação das áreas de palafitas após as remoções.

## Saneamento básico e Covid-19
Devido à falta de infraestrutura sanitária, as palafitas localizadas nas margens da Ilha de São Vicente são propensas a serem focos de doenças infecciosas. Sem um sistema de esgoto adequado, as necessidades fisiológicas dos moradores são descartadas diretamente na maré ou nas margens do rio, onde crianças brincam e adultos caçam caranguejos, além disso, o Dique da Vila Gilda faz fronteira com o Lixão do Sambaiatuba, o que torna o ambiente ainda mais prejudicial à saúde.
Um número limitado de residências têm acesso a água potável na região. De acordo com a Sabesp, a empresa responsável pelo saneamento básico no município, apenas 17% das casas no Dique da Vila Gilda possuem abastecimento de água encanada. As demais residências são abastecidas de forma clandestina, através de conexões de mangueiras de jardim que se estendem por metros e metros até chegar às torneiras. Essa prática improvisada é suscetível a contaminação a cada subida da maré.
Além da Covid-19, os habitantes do Dique conviverem com a dificuldade de impor o isolamento social em uma comunidade com casebres grudados entre si, que abrigam até uma dezena de pessoas em um mesmo cômodo.